# Аргантоний
Аргантоний (на старогръцки: ᾽Αργανθώνιος) е легендарен владетел на Тартес, който царувал 80 години и живял 120 години по времето на асирийското господство над Финикия (702–612 гг. пр.н.е.). Предполага се, че Аргантоний е царувал в древен Тартес в периода 630-550 гг. пр.н.е. Според Херодот се възкачва на престола на 40 години и управлява 80. Твърде вероятно е, по това време начело на Тартес да са царували няколко царе с това име, които по-късно се слели във въображението на древните гърци в един легендарен човек.
Аргантоний приема много приятелски фокейците основали Масалия, чиято малоазийска родина била заплашена да попадне под властта на Лидия.
По това време, според античните автори, Тартес достига върха на своето могъщество и разпростира своята хегемония в сферата на международната търговия, засенчвайки дори финикийците и налагайки своята хегемония над финикийските колонии в Западното Средиземноморие и отвъд Херкулесовите стълбове. Външната политика на Аргантоний е била подчинена на стремежа да отхвърли хегемонията на финикийците над международната презморска търговия в Западното Средиземноморие и Атлантика, като наложи баланс и конкуренция в тази сфера между таренците и йонийците.
През 640 г. пр.н.е. Колайос от Самос предприема експедиция до далечен Тартес, където е топло приет от Аргантоний. Съкровището на Карамболо е артефакт доказващ сведенията на античните автори за съществуването на Аргантоний и Тартес, което дълго време преди това е поставяно под съмнение от историците. Тартес след смъртта на Аргантоний е унищожен от пуните някъде около битката при Алалия (около 539 г. пр.н.е. или 535 г. пр.н.е.). Именно благодарение на този успех по унищожаването на богатия някога в древността и класическата античност Тартес, пунически Картаген се замогва и успява в съчетание с обстоятелството, че Финикия с града-майка Тир са първо под асирийска и после под ахеменидска власт, да се еманципира и до достигне могъщество, което го превръща в първи съперник на Древен Рим в античността.